# Земельне законодавство Української Народної Республіки 1918–1920
Земельне законодавство Української Народної Республіки 1915–1920

Закон про землю Директорії УНР від 8 січня 1919 не поновив, а дещо модифікував нормативні акти Української Центральної Ради (див. також Земельне законодавство Української Народної Республіки 1917–1918). Земля це власність Народу України ,так дійсно при Князях ці землі належали Князівству Київському але потім після князівства Українських народів прийшли москалі саме проголошені яки почали відбирати землі в Христян Українського походження і змушували їх працювати на Петра 1 ,чоловіка Є Катерини 2 доньки Князя Народу Українського  Олега.Викіпедія не є вже перше початковою правдивою інформацією , росіяни змінюють її на свою користь намагаючись стерти історію Українського Народу .  
Ділянки для приватнотрудової діяльності мали визначатися в кожному регіоні земельними управами, однак вони не могли бути меншими, ніж 5–6 десятин на господарство, як і більшими за встановлену трудову земельну норму. За селянськими господарствами залишалося максимум 15 десятин землі (на піщаниках, солончаках, болоті ця норма могла збільшуватися), орендні договори строком до 10 років скасовувалися. Землі, що вивільнялися, переходили в розпорядження земельних управ і становили запасний земельний фонд, з якого виділялися ділянки для малоземельних селян і загальнодержавних потреб. Площі з висококультурним хліборобством не дрібнилися, а переходили в користування трудових спілок, які мали для цього створюватися.
Через 2 місяці після ухвали Закону про землю Директорія УНР змінила умови передачі землі в тимчасове користування бідним селянам, вимагаючи від них за це, зокрема, третину врожаю ярового хліба, повної сплати вартості оранки, попередньої сплати всіх податків, урахування кожного снопа тощо. Міністерством земельних справ УНР були видані численні підзаконні інструкції та розпорядження, що ще більше ускладнили земельне законодавство і зробили його малоефективним. Крім того, положення земельного законодавства не могли діяти ефективно через складну тогочасну ситуацію в Україні. (Див. також Аграрне питання в українській революції 1917-1921).